# Masakr u Kokićima
Masakr u Kokićima je stravičan zločin kojeg su 25. lipnja 1992. počinile srpske snage nad bošnjačkim civilima u planinskom selu Kokići na tromeđi Jajce, Donji Vakuf i Travnik. Tog dana su u selo upale srpske snage iz sela Grdova, Krezluk, Božikovac i Prisik, i izmasakrirale, strijeljale i poklale oko petnaest stanovnika sela. Nakon toga je selo spaljeno, a ostalo stanovništvo odvedeno u koncentracijski logor Manjača, te srpske zatvore u Donjem Vakufu. Masakr je bio posebno brutalan, jer su se srpski vojnici iživljavali nad civilima što je uključivalo klanje, spaljivanje i strijeljanje civila pred očima ostalih civila. Posebno su stradale obitelji Dervišić, Kokić, Kovačević, te Dogan.